# SvømmeCenter Falster
SvømmeCenter Falster er en svømmehal i Nykøbing Falster på Falster. Hallen ligger i den østlige ende af byen mellem Falster City Camping og CELFs afdeling på Østerbro. Hallen indeholder et bassin med otte baner, spa-bassin, vandrutchebane på 66 m og et varmtvandsbassin på 31 °C. I alt dækker SvømmeCenter Falster 3.445 m2.
Tidligere lå svømmehallen i Nykøbing F. Hallen på Engboulevarden i lige uden for Centrum. Det er den ene af to svømmehaller på Falster, hvoraf den anden er Nordfalster Svømmecenter i Nørre Alslev. Begge er ejet af Guldborgsund Kommune.